# Chronik des Bürgerkriegs in Syrien 2020

Übersichtskarte des Bürgerkriegs in Syrien
Von Regierungstruppen gehalten
Von der Freien Syrischen Armee, Islamistenmilizen und türkischen Einheiten gehalten
Von der dschihadistischen Dschabhat Fatah asch-Scham gehalten
Von den Demokratischen Kräften Syriens gehalten

Die Chronik des Bürgerkriegs in Syrien 2020 erfasst die Ereignisse des Bürgerkriegs in Syrien im Jahr 2020. Die Chronik des Bürgerkriegs in Syrien seit 2011 wurde in speziellen, jahresbezogenen Artikeln dokumentiert.
Im Jahr 2020 wurden nach Angaben des UN-Kinderhilfswerks durch den Bürgerkrieg mindestens 511 Mädchen und Jungen getötet und 699 weitere Kinder verletzt. Die UN dokumentierte 61 Angriffe auf Schulen und 29 Angriffe auf Gesundheitseinrichtungen im Jahr 2020.

## Januar

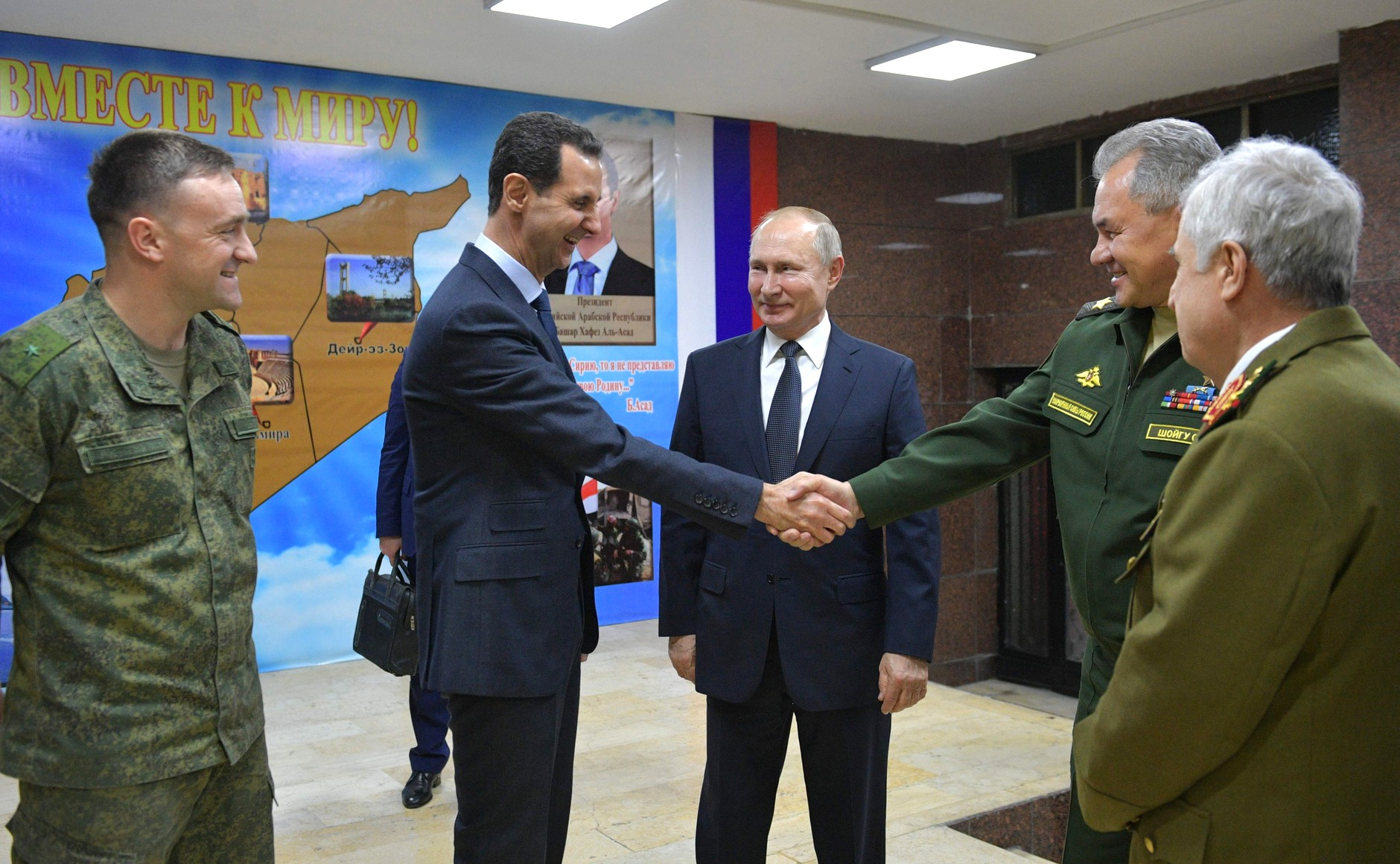
Präsidenten Assad und Putin mit Verteidigungsministern Ayyoub und Schoigu am 7. Januar 2020

Syrische Offensive von November 2019 bis Ende Januar 2020

Am 1. Januar setzten Kampfflugzeuge ihre Angriffe auf Ziele im Gouvernement Idlib fort. Artillerie beschoss nach Angaben von SOHR-Aktivisten die unmittelbare Umgebung des türkischen Beobachtungspostens bei Maarhtat, einem Vorort von Maarat an-Numan. In Sarmin (35°54′12″N 36°43′33″E) traf eine Rakete ein Schulgebäude, dabei wurden nach SOHR-Angaben fünf Kinder und vier Erwachsene getötet. Eine SS-21-Lenkrakete ging offenbar bei diesem Angriff in einem Olivenhain bei Sarmin nieder, ohne zu explodieren.
Am 8. Januar eroberten Aufständische im östlichen Teil von Idlib bei einem Gegenangriff drei Dörfer, nach Angaben von SOHR-Beobachtern eroberten regierungstreue Truppen alle Dörfer noch am gleichen Tag zurück. 27 Regierungssoldaten und Milizionäre, sowie 18 Rebellenkämpfer, davon 14 aus dschihadistischen Gruppen, seien getötet worden. Weiter wurden am 8. Januar mehrere türkische Soldaten bei zwei Autobombenexplosionen in zwei Dörfern in der Umgebung von Raʾs al-ʿAin getötet. SOHR-Aktivisten meldeten fünf getötete und neun verwundete Soldaten, das türkische Verteidigungsministerium bestätigte vier Tote.
Am 9. Januar wurden laut SOHR acht Kämpfer einer pro-iranischen Miliz bei einem Luftangriff im Osten Syriens bei Albu Kamal getötet. Die USA wiesen eine Verantwortung für den Angriff zurück.
Am 12. Januar trat in Idlib eine Waffenruhe in Kraft, die Russland und die Türkei vereinbart hatten.
Am 14. Januar wurde der Stützpunkt T4 laut syrischen Staatsmedien von Flugzeugen mit Raketen angegriffen. Israel sei für den Angriff verantwortlich. Die Maschinen seien aus Richtung at-Tanf angeflogen, es habe Sachschäden, aber keine Opfer bei dem Angriff gegeben. Die Basis wird nach israelischen Einschätzungen von iranischen Kämpfern und verbündeten Milizen benutzt.
Am 15. Januar griffen syrische Kampfflugzeuge nach SOHR-Angaben einen Markt und ein Industriegebiet in der Stadt Idlib an. 21 Zivilisten seien dabei getötet worden.
Am 22.–23. Januar berichteten syrische und russische Staatsmedien von einer Rebellenoffensive in Idlib, bei der zwei Dörfer von den Aufständischen erobert worden seien und 40 Angehörige der Regierungstruppen getötet wurden. Nach den russischen Berichten seien diverse Gruppen an der Offensive beteiligt, darunter Kämpfer der HTS und der Islamischen Turkestan-Partei. Ein Rebellenvertreter bestritt dagegen, dass solche Angriffe stattgefunden hätten.
Am 28. Januar meldeten SOHR-Aktivisten, dass Regierungstruppen, aus drei Richtungen kommend, die Außenbezirke von Maarat an-Numan erreicht hätten. Seit Mitte Januar seien 120.000 Personen aus der Region geflohen. Die Stadt selbst ist nach Augenzeugenberichten durch Luftangriffe und Artilleriebeschuss in den Tagen zuvor zu weiten Teilen zerstört worden.
Am 29. Januar gaben regierungsnahe syrische Medien die Eroberung von Maarat an-Numan durch Regierungstruppen bekannt. Rebellenkämpfer hatten sich am 28. Januar nach SOHR-Angaben aus der Stadt zurückgezogen.
Am 30. Januar berichteten syrische Staatsmedien von der Eroberung weiterer Dörfer bei Maarat an-Numan. Rebellenkämpfer, die sich in den Tagen zuvor aus der Stadt heraus entlang der Autobahn Aleppo-Damaskus (M5) in Richtung Saraqib abgesetzt hätten, seien von Armeeeinheiten aufgestöbert worden. Syrischen Medien zufolge sollen die türkischen Streitkräfte später am Tag einen neuen Beobachtungsposten nahe der Stadt Saraqib errichtet haben, um einen weiteren Vormarsch der syrischen Armee zu unterbinden. Ebenfalls am 30. Januar wurde Ariha in Idlib Ziel von Luftangriffen. Bei dem Angriff durch Kampfflugzeuge der Russischen Föderation starben nach Angaben des SOHR 10 Zivilisten.
Ende Januar zerstörte die russische Luftwaffe im Rahmen ihres Militäreinsatzes in Syrien eines der letzten Krankenhäuser des Gouvernements Idlib.
Unterstützt wird die syrisch-russische Offensive auch von zehntausenden schiitische Milizionären aus Afghanistan, Pakistan, Libanon und dem Irak, die von der iranischen Quds-Brigade aufgestellt wurde.
Ende Januar 2020 vermeldete die UNO, dass sich seit Dezember 2019 etwa 520.000 Menschen in Idlib auf die Flucht begeben hatten. Im Dezember sind demnach alleine südlich der Stadt Idlib mehr als 235.000 Menschen in Richtung Norden des Gouvernements, in die Städte Ariha, Idlib und Saraqib oder in bereits überfüllte Flüchtlingslager an der Grenze zur Türkei geflohen. Eine UN-Resolution zur Auslieferung von Hilfsgütern über die Türkei in die Grenzregion Syriens wurde von Russland und China im Sicherheitsrat blockiert.

## Februar

Frontverlauf (Rot: russisch-syrisch-Regimetreue, Grün: Freie Syrische Armee, Islamistenmilizen (wie bspw. Haiat Tahrir al-Scham) und Beobachtungsposten der türkischen Streitkräfte)

Am 2. Februar ließ die türkische Regierung auf ihrer Seite der Grenze zum Gouvernement Idlib bei Reyhanlı Panzer und gepanzerte Fahrzeuge zusammenziehen.
Am 3. Februar wurden mindestens fünf türkische Soldaten und drei türkische Zivilisten durch Beschuss syrischer Regierungstruppen nahe Saraqib getötet. Die Türken waren als Teil der türkischen Präsenz in Idlib als Verstärkungen unterwegs, als sie beschossen wurden. Die türkische Regierung gab an, russische Regierungsstellen seien von der Türkei im Voraus über die Bewegungen unterrichtet worden. Man habe als Vergeltung Luftangriffe auf syrische Militärziele geflogen. Nach SOHR-Aktivisten wurden 13 Syrer bei den türkischen Luftangriffen getötet.
Am 5. Februar drohte der türkische Präsident mit militärischem Eingreifen in Syrien, sollten sich syrische Regierungstruppen und ihre Verbündeten in Idlib nicht bis Ende des Monats hinter die 2018 vereinbarte Demarkationslinie zurückziehen. Seit dem 1. Dezember 2019 sind nach OCHA-Einschätzung 520.000 Menschen vor der Offensive der Regierungstruppen in Idlib geflohen. Vorrückende Regierungstruppen erreichten unterdessen aus mehreren Richtungen die Außenbezirke von Saraqib und drangen bis in die Stadt vor. Die Offensive wurde aber nach SOHR-Angaben durch die türkischen Luftangriffe und einen Gegenangriff der Rebellen zunächst zurückgedrängt.
In den ersten Stunden des 6. Februar wurden nach SOHR-Einschätzungen 12 pro-iranische Kämpfer nahe Damaskus bei mehreren Luftangriffen auf verschiedene Ziele getötet. Die Vororte al-Kiswah, Marj al-Sultan und Jisr Baghdad seien dabei getroffen worden. Syrische Staatsmedien machten Israel für die Angriffe verantwortlich. Vier F-16-Jagdbomber hatten demnach acht Raketen von außerhalb des syrischen Luftraums gestartet. Nach Darstellung des russischen Verteidigungsministeriums hatten die Israelis eine aus dem Iran kommende Passagiermaschine vom Typ Airbus A320, die sich im Anflug auf Damaskus befand, als Deckung vor der syrischen Luftabwehr für ihren Angriff benutzt. Das sei, so die russische Darstellung, mittlerweile eine übliche Taktik der israelischen Luftwaffe.
Am 8. Februar war Saraqib in der Hand der syrischen Regierungstruppen. Türkische Verstärkungen überquerten nach SOHR-Angaben von der Türkei aus die Grenze nach Idlib mit mehreren hundert Fahrzeugen.
Am 10. Februar kamen türkische Truppen nach Angaben des türkischen Verteidigungsministeriums erneut unter Beschuss durch syrische Truppen. Fünf türkische Soldaten seien nach Presserecherchen auf dem Militärflugplatz Taftanaz (35°58′20″N 36°46′59″E) in Idlib durch gezieltes syrisches Artilleriefeuer getötet worden. Als Vergeltung habe man mehr als hundert militärische Ziele in Syrien angegriffen und dabei mehr als hundert syrische Soldaten getötet.
Am 11. Februar starteten Rebellen mit Unterstützung der türkischen Streitkräfte einen Angriff auf die Ortschaft an-Nairab (35°52′12″N 36°43′08″E) nahe der Stadt Sarāqib. Hierbei war die Ortschaft kurzzeitig unter Kontrolle der Rebellen, bevor später am Tag die syrischen Streitkräfte sie zurückeroberten. Bei den Kämpfen wurde ein Mi-17-Helikopter der syrischen Armee abgeschossen, wobei drei syrische Soldaten starben. Am selben Tag gelangte nach weiteren Kämpfen die als strategisch wichtig geltende Autobahn M5, welche von Damaskus nach Aleppo führt, vollständig unter Kontrolle syrischer Regierungstruppen.
Östlich von Qamischli geriet am 12. Februar eine US-Patrouille in der Gegend von Khirbet Ammu auf Gebiet, das seit Beginn des Bürgerkrieges unter Kontrolle syrischer Regierungstruppen gestanden hatte. Aufgebrachte Einwohner und syrische Soldaten bedrängten den Konvoi an einem Kontrollpunkt, an dem die Amerikaner nicht mehr vorwärts kamen, weil sich einer ihrer gepanzerten LKW festgefahren hatte. Es fielen Schüsse, ein Syrer wurde nach Angaben des syrischen Staatssenders SANA getötet. Russische Truppen trafen schließlich ein und versuchten die Syrer zu beruhigen.
In der Nacht vom 13. auf den 14. Februar 2020 wurden nach SOHR-Angaben vier Iraner und drei Syrer bei Luftangriffen auf Ziele bei Damaskus getötet. Am Flughafen von Damaskus sei dabei ein Waffenlager getroffen worden, kurz nachdem ein Transportflug aus Teheran dort eingetroffen war. Die SOHR-Aktivisten und die syrische Regierung machten Israel für den Angriff verantwortlich. Am 14. Februar meldeten syrische Staatsmedien den Abschuss eines weiteren Hubschraubers der Regierungstruppen. Die Maschine sei von einer Rakete getroffen worden und bei Urum al-Kubra (36°08′52″N 36°56′52″E) abgestürzt. Alle Besatzungsmitglieder seien dabei getötet worden.
Mitte Februar 2020 berichtete das World Food Programm (WFP) von mehr als 140.000 Flüchtlingen innerhalb einer Woche im Februar wegen des russisch-syrischen Militäreinsatzes, sodass sich seit Dezember 2018 insgesamt 800.000 Menschen in Idlib auf die Flucht begeben hatten. Davon sind laut WFP 80 % Frauen und Kinder. Alleine nahe der Stadt Idlib leben der UNO zufolge 80.000 Flüchtlinge mangels geeigneter Unterkünfte bei Minustemperaturen in unbeheizten Zelten; dadurch kam es zu Kältetoten.
Am 19. Februar verhinderten Vertreter Russlands nach Aussage von Diplomaten eine Stellungnahme des UNO-Sicherheitsrates, in der eine Feuerpause in Syrien und eine Aufforderung zur Einhaltung des humanitären Völkerrechts gefordert werden sollten.
Am 20. Februar wurden zwei türkische Soldaten bei einem Luftangriff in Idlib getötet. Bei einem Angriff von Rebellen auf an-Nairab hätten die Angreifer nach russischen Angaben mit Hilfe von türkischem Artilleriefeuer die syrischen Linien durchbrochen. Die Regierungstruppen hätten dann nach russischen Angaben Luftunterstützung bei Russland angefordert. Zwei Su-24-Bomber hätten anschließend geholfen, die Angreifer wieder zurückzudrängen.
Am 23. Februar griff die israelische Luftwaffe nach eigenen Angaben Ziele bei Damaskus an, die man der Gruppe Islamischer Dschihad in Palästina zurechnete. Die Angriffe seien als Reaktion auf Raketenbeschuss aus Gaza heraus geflogen worden. Die Gruppe habe in dem Komplex bei Damaskus den Raketentreibstoff Ammoniumperchlorat hergestellt. Nach SOHR-Angaben wurden mehrere der israelischen Raketen von der syrischen Luftabwehr abgefangen, nach Presseangaben behaupten jedoch Militäranalytiker häufig, dass dies nicht zutrifft. Weiter seien nach SOHR auch Stellungen der iranischen Revolutionsgarde angegriffen worden.
Am 24. Februar traten Aufständische mit türkischer Unterstützung zu einem Gegenangriff in Idlib an und brachten nach türkischen Medienberichten den Ort an-Nairab wieder unter ihre Kontrolle. Dutzende regierungstreue Kämpfer seien dabei nach SOHR-Angaben getötet worden.
Sechs Schulen und zwei Krankenstationen in Idlib wurden nach Angaben der Weißhelme am 25. Februar durch Luftangriffe getroffen. 21 Menschen seien dabei getötet worden. Des Weiteren eroberte die syrische Armee über ein Dutzend Städte und Dörfer südwestlich von Maarat an-Numan, darunter auch die symbolisch wichtige Stadt Kafranbel, eine der ersten Städte, welche sich gegen die Regierung auflehnte.
 Am 27. Februar 2020 eroberten Rebellen mit türkischer Unterstützung die Stadt Saraqib. Somit war auch die als strategisch wichtig geltende Autobahn M5 nicht mehr vollständig unter Kontrolle von Regierungstruppen, die Verbindung von Damaskus nach Aleppo wurde unterbrochen. Die Aufständischen hatten dabei unter anderem auch Spezialeinheiten aus tschetschenischen Islamisten gegen den Ort eingesetzt. Regierungstruppen traten mit Luftunterstützung zum Gegenangriff an. Nach offiziellen türkischen Angaben starben bei verschiedenen Luftangriffen syrischer Kampfflugzeuge im Verlauf des Tages mindestens 33 türkische Soldaten. Die größte Gruppe wurde getötet, als sie in einem Rathaus von einem Luftangriff überrascht und von Gebäudetrümmern verschüttet wurde. Ein türkischer Regierungssprecher kündigte Vergeltungsangriffe auf syrische Stellungen an. Ausländische Beobachter sahen die Eskalation mit Besorgnis, da ein größerer Konflikt zwischen dem NATO-Mitglied Türkei und Russland, dem Unterstützer der Assad-Regierung in Syrien drohe. Die Kämpfe um Idlib hatten seit Dezember 2019 zur Flucht von etwa einer Million Syrern aus ihren Wohnorten geführt.
Bei Quneitra wurde am selben Tag nach syrischen Staatsmedien ein Mann durch einen israelischen Drohnenangriff getötet. Israelische Medien nahmen an, dass es sich um einen Anhänger der Hizbollah handelte.
Bei türkischen Vergeltungsangriffen am darauffolgenden Tag starben mindestens 16 Soldaten der Streitkräfte Syriens.
Am 28. Februar berichteten türkische Medien, dass Offizielle erklärt hätten, Polizei und Küstenwache würden nun Flüchtlinge vorerst nicht mehr hindern, nach Europa zu gelangen. Die Belastung durch die Flüchtlinge sei zu groß, als dass ein Land sie allein tragen könne. Am selben Tag gab es auf Bitten der Türkei nach Artikel 4 des NATO-Vertrags eine Sondersitzung der NATO.
Am Morgen des 29. Februar wurde mit Hilfe türkischer Drohnen ein Treffen regierungstreuer Offiziere in Syrien südlich von Aleppo angegriffen. 10 Offiziere seien getötet und 20 weitere Personen nach Oppositionsangaben verletzt worden. Eine syrische Regierungswebseite gab nach den Berichten den Tod von zwei Generälen, eines Obersten und einer Reihe weiterer Offiziere bekannt. Die türkische Regierung gab die Zerstörung von militärischer Infrastruktur der syrischen Regierung bekannt: Chemiewaffenanlage, Luftabwehrsystemen, Landebahnen, Waffendepots und Flugzeughangars seien zerstört worden. Mehr als 300 Militärfahrzeuge wurden eigenen Angaben zufolge zerstört, darunter mehr als 90 Panzer. Weiter seien 56 Soldaten der Regierungstruppen getötet worden. SOHR-Aktivisten meldeten 48 getötete Angehörige von Regierungstruppen und mit ihnen verbündeten Milizen innerhalb 24 Stunden.

## März

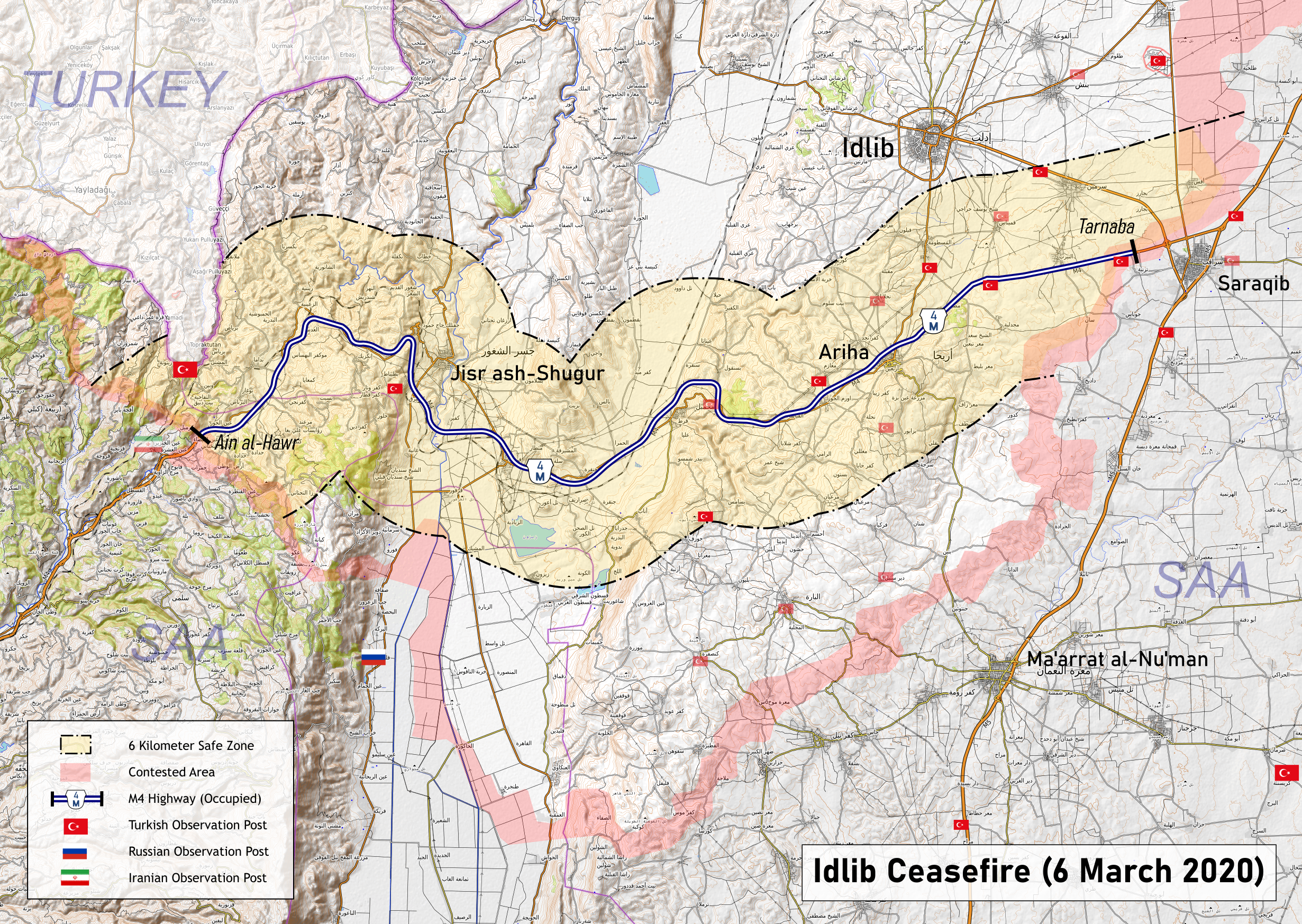
Plan einer Sicherheitszone, 6 km auf beiden Seiten der Schnellstraße M4, wie am 5. März zwischen den Präsidenten Erdoğan und Putin vereinbart

Am 1. März schossen türkische Streitkräfte nach eigenen Angaben zwei Su-24-Bomber der syrischen Regierung über Idlib ab. Zuvor hätten syrische Kampfflugzeuge eine türkische Drohne abgeschossen. Syrische Staatsmedien gaben an, ihre Piloten hätten sich mit Fallschirmen retten können. Damit begann eine Offensive der türkischen Streitkräfte, der sie den Namen Operation Spring Shield gaben. Bei Maarrat Misrin (36°00′43″N 36°40′19″E) wurden nach Angaben von Rettungskräften vier Zivilisten durch Luftangriffe der Regierungstruppen getötet. Weiter erhoben sich unabhängigen Medien zufolge bewaffnete Aufständische im Gouvernement Darʿā gegen die syrische Armee.
Am 2. März gaben syrische Staatsmedien die erneute Rückeroberung von Saraqib bekannt. Man habe nach schweren Gefechten die Truppen der „Terroristen“ und die des „türkischen Regimes“ vertrieben und durchsuche nun die Ortschaft nach verbliebenen Feinden. Beobachter sahen die Kontrolle über den Ort dagegen als geteilt an, wobei regierungstreue syrische Truppen das Industriegebiet im Osten von Saraqib unter ihre Kontrolle gebracht hätten, während Aufständische in den Wohngebieten im Westen ihre Stellung hielten.
Am 3. März gab das türkische Militär den Abschuss einer syrischen Aero L-39 durch ein türkisches Flugzeug über dem Süden Idlibs bekannt.
In der Nacht von 4. auf den 5. März kam es um 2:30 Uhr Ortszeit nördlich von Idlib-Stadt zu einem Luftangriff auf eine Geflügelfarm, in der Flüchtlinge untergebracht waren. Nach Angaben von Ersthelfern schlugen dabei mehrere Raketen zeitlich versetzt ein, so dass die zweite Angriffswelle zusammengekommene Helfer erfasste. Insgesamt seien 15 Zivilisten getötet worden. SOHR-Aktivisten meldeten zudem, vor Sonnenaufgang hätten israelische Luftangriffe auf zwei syrische Flugfelder bei Homs und ein Ziel bei Quneitra stattgefunden, die alle der Hisbollah zugerechnet werden.
Am 5. März handelten der russische Präsident Wladimir Putin und der türkische Präsident Recep Erdoğan im Moskauer Kreml einen Waffenstillstand für Idlib aus. Dieser sieht vor, dass mit dem Beginn des 6. März eine Waffenruhe im Gouvernement Idlib eintritt und entlang der Verbindungsstraße M4 innerhalb von einer Woche ein 12 Kilometer breiter Korridor geschaffen wird, der ab dem 15. März durch gemeinsame Patrouillen der russischen und türkischen Armee kontrolliert wird.
Am 12. März gab der türkische Verteidigungsminister Hulusi Akar die weitgehende Einigung mit Russland über Details des Waffenstillstandes bekannt.
Am 15. März begannen Truppen der Russischen Föderation und Soldaten der türkischen Armee nach Verlautbarungen des türkischen Verteidigungsministeriums die Anfang März vereinbarten gemeinsamen Patrouillen auf der M4. Aktivisten blockierten die M4 jedoch, so dass die Patrouille nach russischen Angaben nicht fortgesetzt werden konnte.
Am 19. März gab das türkische Verteidigungsministerium bekannt, dass zwei türkische Soldaten bei einem Raketenangriff im nordwestlichen Idlib getötet worden seien. Nicht näher spezifizierte „radikale Gruppen“ seien für die Attacke verantwortlich.
Am 21. März ordnete die Armeeführung wegen der COVID-19-Pandemie erhöhte Bereitschaft für die Militärhospitäler der syrischen Armee an und verbot unnötige Zusammenkünfte wie Sportveranstaltungen. Am 22. März gab Gesundheitsminister Nizar Yazji offiziell den ersten Fall einer COVID-19-Erkrankung in Syrien bekannt, den man bei einer 20-jährigen Frau bei deren Einreise nach Syrien festgestellt habe.
Am 30. März meldeten syrische Staatsmedien einen israelischen Luftangriff auf ein Ziel in Zentralsyrien. Mehrere Raketen seien abgefangen worden und keine Schäden entstanden. Oppositionsmedien berichteten, das Ziel sei der Flugplatz al-Sharyat bei Homs gewesen, der von iranischem Militär benutzt wird.

## April
Am 9. April starteten Kämpfer des Islamischen Staates einen großangelegten Angriff auf die syrische Wüstenstadt as-Suchna im Gouvernement Homs. Mit Hilfe der russischen Luftstreitkräfte gelang es der syrischen Armee, den Angriff abzuwehren. 27 syrische Soldaten und 22 IS-Kämpfer seien dabei nach SOHR-Angaben getötet worden.
Am 21. April gaben syrische Staatsmedien das Abfangen mehrerer israelischer Raketen über Palmyra bekannt. SOHR-Aktivisten gingen von einem israelischen Luftangriff auf iranische Truppen nahe Palmyra aus.
Am 27. April wurden nach staatlichen syrischen Angaben erneut israelische Raketen abgefangen. Sie seinen im Anflug auf Ziele bei Damaskus gewesen. An der Mezzeh-Luftwaffenbasis sei geringer Schaden entstanden. Vier iranische Milizionäre und drei Zivilisten wurden nach SOHR-Angaben getötet.
Am 28. April explodierte im von türkeitreuen Milizen besetzten Afrin ein zur Bombe umgebauter Tanklastwagen auf einem Marktplatz. SOHR-Aktivisten zählten mindestens 46 Tote und 50 Verwundete, die meisten davon Zivilisten. Niemand bekannte sich zunächst zu dem Anschlag, türkische Behörden bezichtigten kurdische Kämpfer.

## Mai
Am 1. Mai berichteten die syrischen Staatsmedien von einem Angriff in den frühen Morgenstunden durch israelische Kampfhubschrauber, der syrische Stellungen in den Golanhöhen getroffen habe. Die Hubschrauber hätten aus israelisch kontrolliertem Luftraum Raketen abgefeuert, es sei nur Sachschaden entstanden. Weiter ereignete sich am selben Tag eine große Explosion in einem Waffendepot nahe Homs. Syrische Staatsmedien gaben als Ursache menschliches Versagen an, nach SOHR-Angaben ist jedoch Israel für die Explosion verantwortlich. Die syrische Nachrichtenagentur SANA berichtete von mindestens zehn Verletzten.
In der Nacht vom 4. auf den 5. Mai wurden bei Luftangriffen in der Nähe des Ortes al-Mayadin bei Deir ez-Zor nach SOHR-Angaben mindestens 14 Kämpfer iranischer und verbündeter Milizen getötet. Die Aktivisten vermuteten Israel hinter den Angriffen.

## Juni
Am 2. und 3. Juni griffen nach SOHR-Einschätzungen Kampfflugzeuge der Russischen Föderation Ziele in Idlib an. Es war der erste Luftangriff dieser Art seit März. Die Ebene von Sahl al-Ghab nördlich von Hama wurde nach Angaben der Weißhelme getroffen.
In der Nacht vom 3. auf den 4. Juni griffen israelische Kampfflugzeuge nach SOHR-Angaben eine vermeintliche Waffenfabrik bei Masyaf an. Neun Menschen seien getötet worden. Die Flugzeuge waren nach Presseberichten über das Staatsgebiet des Libanons angeflogen und hatten von dort ihre Raketen gestartet.
Am 8. Juni griffen Kampfflugzeuge, die von Aktivisten der Russischen Föderation zugeordnet wurden, Ortschaften in den Regionen Jabal al-Zawiya und, wie zuvor, in Sahl al-Ghab an. Mindestens zwei Zivilisten wurden nach Angaben der Weißhelme getötet.
Am 23. Juni griffen israelische Kampfflugzeuge mehrere Ziele über das syrische Staatsgebiet verteilt an. In Salamiyah bei Hama wurde nach SOHR-Einschätzungen eine Zwiebelfabrik getroffen, die iranische Milizen übernommen und teilweise zum Waffenlager umfunktioniert hatten, während im übrigen Teil der Betrieb normal weiter lief. Ein weiteres iranisches Waffenlager in der Hama-Region wurde bei Aqrab angegriffen, es war nach Angaben der Aktivisten in einer Futtermittelfabrik versteckt. In Zentralsyrien bei Deir ez-Zor meldeten syrische Staatsmedien, dass Raketen in Kababej eingeschlagen wären. Dabei seien zwei Soldaten getötet worden. Bei as-Suwaida im Süden sei eine weitere Einrichtung angegriffen worden, auch dort seien zwei syrische Soldaten getötet worden. SOHR-Aktivisten meldeten, dass der Angriff bei Deir ez-Zor Kommunikationsanlagen zerstört hätte. Ein syrischer Soldat und fünf iranische Kämpfer seien getötet worden.
Am 27. Juni kam es zu einem Luftangriff aus eine militärische Einrichtung nahe der irakischen Grenze. Sechs Kämpfer wurden nach SOHR-Einschätzung getötet, darunter vier syrische Staatsbürger. Stunden zuvor hatte der iranische General Esmail Ghaani, Nachfolger von Qassem Soleimani, iranische Truppen in der Gegend besucht. Der Angriff wurde der israelischen Luftwaffe zugeschrieben.
Am 28. Juni kam es zu Luftangriffen auf Ziele bei Deir ez-Zor in der al-Siyal-Wüste. Die Angriffe trafen offenbar iranische Milizen. SOHR-Aktivisten schrieben Israel den Angriff zu. Neun proiranische Milizionäre wurden nach Einschätzung der Organisation getötet.

## Juli
Am 7. Juli verhinderten Russland und China im UNO-Sicherheitsrat durch ihr Veto eine Resolution, die UNO-Hilfslieferungen nach Syrien über eine Reihe von Grenzübergängen erlauben sollte. Die von Deutschland und Belgien eingebrachte Resolution hätte eine Nachfolgeregelung für die Erlaubnis zur Öffnung von zwei türkischen Grenzübergängen im Januar für sechs Monate sein sollen. Russland und China waren der Ansicht, dass Hilfslieferungen durch die Regierung von Präsident Assad verteilt werden sollten und die internationale Gemeinschaft besser die Sanktionen gegen diese Regierung aufheben sollte. UNO-Vertreter Mark Lowcock schätzte im Juni 2020, dass 2,8 Millionen Bewohner Nordwest-Syriens von humanitärer Hilfe abhängig sind. Wenige Tage später verständigte sich der Sicherheitsrat nach mehreren ergebnislosen Abstimmungen auf eine Fortführung der Syrienhilfe nach den Bedingungen Russlands, nach denen ausschließlich der Grenzübergang Bab al-Hawa über einen Zeitraum von zwölf Monaten für internationale Hilfen geöffnet bleibt.
Am 14. Juli wurde eine gemeinsame Patrouille bestehend aus russischen und türkischen Soldaten nahe Ariha von einer IED getroffen. Dabei wurden drei russische und mehrere türkische Soldaten verletzt sowie zwei gepanzerte Fahrzeuge beschädigt.
Am 23. Juli griffen israelische Streitkräfte Ziele des syrischen Militärs in Syrien nahe der Grenze mit Kampfhubschraubern an. Drei Ziele seien dabei getroffen und 2 Soldaten nach syrischen Staatsmedien verwundet worden. Vorangegangen war eine Explosion in Madschdal Schams, die fehlgegangenem Flugabwehrfeuer oder Artilleriebeschuss aus Syrien zugerechnet wurde, aber keine Opfer forderte.
Am 26. Juli starben im von pro-türkischen Milizen besetzen Raʾs al-ʿAin bei einer Explosion auf einem Gemüsemarkt 8 Menschen, darunter 6 Zivilisten.
Am 28. Juli explodierte in Raʾs al-ʿAin eine Bombe, die nach SOHR-Angaben an einem Motorrad angebracht war. 2 Zivilisten und ein Milizionär seien getötet worden.
Am 30. Juli explodierte nach Angaben türkischer Staatsmedien eine Autobombe im von Ankara-treuen Milizen besetzten Tal Halaf nahe Raʾs al-ʿAin. 5 Menschen seien getötet und 12 weitere verletzt worden. SOHR-Aktivisten gaben die Opferzahlen mit 9 Toten und 15 Verletzten an.

## August
In der Nacht vom 2. auf den 3. August griffen israelische Streitkräfte eine Gruppe von vier Personen an, die sich am Grenzzaun auf den Golanhöhen zu schaffen gemacht hatten. Nach einer Meldung des israelischen Militärs hatten sie versucht Sprengsätze zu platzieren.
Nach Angaben von SOHR-Aktivisten griffen russische Kampfflugzeuge am 3. August Ziele in der Umgebung von Binnish (35°57′00″N 36°42′00″E) in Idlib mit Raketen an. Drei Flüchtlinge wurden getötet, eine weitere Person wurde verwundet. In der Umgebung der Jabal al-Akrad Höhen (35°39′50″N 36°12′05″E) hätten HTS-Kämpfer nach SOHR-Angaben einen Versuch von regierungstreuen Truppen vereitelt, ins Rebellengebiet einzusickern. 12 Angreifer und 6 Verteidiger seien getötet worden, weitere 17 Kämpfer des Regimes wurden verwundet.
Am 17. August vermeldeten die syrischen Streitkräfte einen Toten und zwei verwundete Soldaten, nachdem ein Kontrollpunkt südlich der Stadt Qamischli von Hubschraubern der Koalitionstruppen angegriffen wurde. Zuvor sei amerikanischen Soldaten das Passieren des Kontrollpunktes verwehrt worden. Islamistische Kämpfer der Al-Fateh al-Mubin griffen ein Treffen von Loyalisten bei Saraqib mit einer Lenkrakete an, wobei nach SOHR-Angaben mehrere Teilnehmer verletzt wurden. Artillerie der Regierungstruppen beschoss im Süden von Idlib nach SOHR-Angaben ein halbes dutzend Dörfer, im Nord-Westen beschossen Aufständische eine Stellung der Regierungstruppen in den Jabal al-Akrad Höhen.
Am 23. August wurde im Nord-Osten von Damaskus eine zentrale Ölpipeline unterbrochen. Ohne die Ölzulieferung fielen drei Kraftwerke aus und es kam zu einem Stromausfall in Teilen des Landes. Nach offiziellen Verlautbarungen hatten Terroristen in den Vororten Adra und al-Dhamir die Pipeline gesprengt.

## September
Am 25. September begannen Kampfflugzeuge der Russischen Föderation Angriffe auf vermutete IS-Stellungen in der Region zwischen Aleppo-Hama und ar-Raqqa zu fliegen, nachdem es wiederholt zu Gefechten zwischen Regierungstruppen und dem IS gekommen war.
Nachdem ein Sprecher von Präsident İlham Əliyev Ende September bestritten hatten, dass Aserbaidschan bei Kämpfen zwischen Armenien und Aserbaidschan syrische Söldner einsetzt, berichtete der Guardian am 30. September von drei syrischen Milizionären, die kürzlich bei den Gefechten zwischen Armenien und Aserbaidschan getötet wurden. Die Recherchen hatten ergeben, dass FSA-Kommandeure und Anwerber in der Idlib-Region in den FSA-Einheiten bereits einen Monat zuvor nach Freiwilligen gesucht hatten, die gegen Bezahlung auf Seiten Aserbaidschans in den Krieg ziehen wollten.
SOHR-Aktivisten gaben bekannt, dass sie zwischen dem 30. Juli und dem 30. September 2020 keine Angriffe der syrischen Luftwaffe mit zivilen Opfern verzeichnet
hätten.

## Oktober
Aktivisten der Gruppen „Open Society Justice Initiative“, „Syrian Center for Media and Freedom of Expression“ und dem „Syrian Archive“ erstatteten in Deutschland Anfang Oktober Anzeige, um eine Untersuchung der Giftgasangriffe in Ost-Ghuta und Chan Schaichun von 2013 und 2017 durch die Bundesanwaltschaft auf Basis des Weltrechtsprinzips zu erreichen.

## November
Zwischen dem 28. und 29. November wurde, nach Angaben irakischer Offizieller, ein Kommandeur der iranischen Revolutionsgarden, kurz nachdem er die Grenze nach Syrien überquert hatte, bei einem Luftangriff getötet.